# خوشه‌انگوریان
خوشه‌انگوریان (Staphyleaceae) تیرهٔ کوچکی از پنج سرده از گیاهان گلدار است.
خوشه‌انگوریان بومی نیم‌کره شمالی و آمریکای جنوبی هستند.